# Ibargoiti
Ibargoiti —más comúnmente Valle de Ibargoiti— es un municipio compuesto y valle español de la Comunidad Foral de Navarra, situado en la merindad de Sangüesa, en la comarca de Aoiz, en el valle que lleva su nombre y a 22 km de la capital de la comunidad, Pamplona. 
Su población en 2021 era de 265 habitantes (INE). 
El municipio está compuesto de 4 concejos: Abínzano, Idocin (sede del Ayuntamiento), Izco, Salinas de Ibargoiti y 5 lugares habitados: Celigüeta, Lecáun, Sengáriz, Vesolla y Zabalza de Ibargoiti.
Es la localidad natal de Francisco Espoz y Mina.
Su gentilicio es ibargoitiarra, tanto en masculino como en femenino.

## Toponimia
La primera mención escrita de este valle data del año 991 y es mencionado como Iuargoiti. A principios del siglo XII (1105-09) se llama  Ivargoyti. Con la actual grafía de Ibargoiti aparece mencionado por primera vez en un documento del año 1198. Desde entonces, esta ha sido la forma habitual de llamar a este valle.
Su significado etimológico es transparente para un vascohablante contemporáneo. Ibargoiti significa en euskera valle alto, de la palabra ibar (valle) y goiti (alto). Para entender este topónimo hay que tener en cuenta que Ibargoiti forma la parte más alta del valle del río Elorz. Actualmente Ibargoiti pertenece a la zona no vascófona de Navarra, pero este idioma se habló en el lugar hasta el siglo XIX.

## Demografía
Ibargoiti cuenta con una población de 270 habitantes (INE 2024).
| Gráfica de evolución demográfica de Ibargoiti entre 1842 y 2021 |
| |
| Población de derecho según los censos de población del INE Población de hecho según los censos de población del INEEntre el censo de 1857 y el anterior, crece el término del municipio porque incorpora a 315025 (Besolla), 315060 (Izco) |

### Distribución de la población
El municipio se divide en las siguientes entidades de población, según el nomenclátor de población publicado por el INE (Instituto Nacional de Estadística). Los datos de población se refieren a 2014.

Mapa del municipio de Ibargoiti

| Entidad de población | Población (2014) |
| -------------------- | ---------------- |
| Abínzano             | 16               |
| Celigüeta            | 1                |
| Idocin               | 47               |
| Izco                 | 45               |
| Lecáun               | 3                |
| Salinas de Ibargoiti | 131              |
| Sengáriz             | 1                |
| Vesolla              | 1                |
| Zabalza de Ibargoiti | 3                |

## Personas destacadas
- Francisco Espoz y Mina (1781-1836): héroe de la Guerra de la Independencia.
- Ricardo Valencia (1959-2007): montañero e himalayista.